# Milton Kurtz

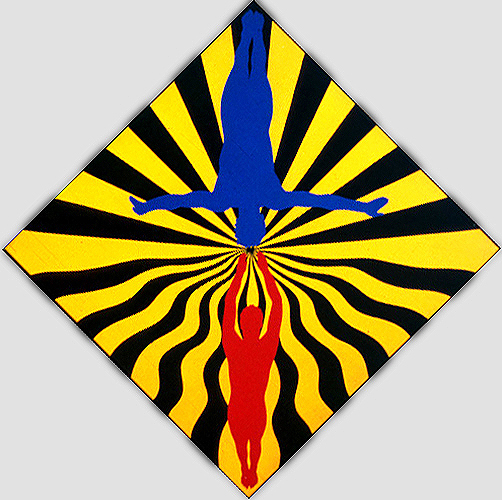
Quasi contacto, acrílico sobre tela, 1989, acervo do MARGS

Milton Kurtz (Santa Maria, 1951 — Porto Alegre, 1996) foi um pintor, desenhista e artista intermídia brasileiro.
Graduou-se em arquitetura pela Universidade Federal do Rio Grande do Sul em 1977, mas desde logo se aproximou das artes. Integrou o Grupo KVHR, entre 1978 e 1980, e o Espaço NO de 1979 a 1982, que desenvolviam uma arte de vanguarda inquisitiva e contestatória, questionando o sistema de arte, explorando novas formas de representação e apresentação, novos campos de significados, novas mídias e novas relações com o corpo, a obra e o público.
Fez sua primeira exposição individual em 1983, na Galeria Tina Presser, em Porto Alegre. Quatro outras individuais se seguiram, e participou mais de 60 coletivas (35 em vida), entre elas Salão Nacional de Artes Plásticas (1980, 1981), Salão Paulista (1981), Bienal de Havana (1984), Caminhos do Desenho Brasileiro (1986, Museu de Arte do Rio Grande do Sul), Arte Sul (1989, Museu de Arte do Rio Grande do Sul), Arte Erótica (1993, Museu de Arte Moderna do Rio de Janeiro). Postumamente sua obra foi reapresentada muitas vezes, podendo ser destacadas as coletivas A Arte Contemporânea da Gravura (1997, Museu de Arte de Curitiba), Figura na Pintura (2000, Museu de Arte Contemporânea do Rio Grande do Sul), O Corpo na Arte Contemporânea Brasileira (2005, Itaú Cultural em São Paulo), Queermuseu (2017, Farol Santander, 2018, Escola de Artes Visuais do Parque Lage), Bienal do Mercosul (2022).
Ficou conhecido pelas obras que exploram o universo da cultura pop e o diálogo entre diferentes mídias, técnicas e estilos. Segundo o pesquisador Marcelo Guimarães Alves, Kurtz "inseriu sua obra no circuito das artes do Rio Grande do Sul e do Brasil através da convivência com artistas e grupos que promoveram o debate e uma efervescência cultural responsável por tornar a capital gaúcha um importante pólo das artes no país no final dos anos 70 e inicio dos 80". Sintonizado com sua contemporaneidade e com a mídia de massa, buscando referenciais nas histórias em quadrinhos, revistas, fotografias, jornais, anúncios publicitários, cinema e televisão, "Kurtz constrói uma obra com intensas aproximações ao espírito característico da Pop Art".
Enquanto os artistas do Grupo KVHR e do Espaço NO atuavam numa linha mais discursiva, conceitual e minimalista, na década de 1980 Kurtz passou a investir mais na visualidade, acompanhando o chamado "renascimento" internacional da pintura que ocorreu neste período. Tinha um grande domínio do desenho e da representação figurativa — que muitas vezes se aproxima do hiper-realismo — e mesmo na pintura um caráter gráfico sobressai em grande parte de sua produção, jogando com padrões abstratos e cores fortes e contrastantes tratadas em planos chapados. A figura humana ocupa um lugar destacado na sua obra, com variados tratamentos e associações temáticas. Uma seção importante de sua obra alude ao homoerotismo, ora explícito, ora apenas sugerido. Começara a fazer arte desde jovem, no período de emergência da cultura gay e da contracultura no Brasil, que levantavam temas difíceis de trabalhar durante a repressão e a censura da ditadura militar, trazendo para a tela ou o desenho um jogo de tensões entre o corpo e o espaço, os conflitos humanos e os desejos mais íntimos. Para o crítico Fernando Cocchiaralle, "Kurtz singulariza-se enquanto artista a partir do imaginário, nunca pelo virtuosismo quase impessoal de uma técnica que dominava como poucos".
No fim da década de 1980 seu trabalho se encaminha para uma nova fase, em que a descrição anatômica do corpo humano se simplifica radicalmente, resumindo-se ao contorno de silhuetas em movimento tratadas em cores chapadas contra fundos abstratos que podem se aproximar dos efeitos visuais vibrantes da Op Art.